# Legion Północnokaukaski
Legion Północnokaukaski (niem. Nordkaukasische Legion) – jeden z niemieckich Legionów Wschodnich (Ostlegionen). Powołany 5 sierpnia 1942 roku w Radomiu. W skład legionu wchodzili Abchazi, Czerkiesi, Bałkarzy, Karaczajowie, Czeczeni, Ingusze, Kurdowie, Tałysze, Osetyjczycy i różne narody Dagestanu.
Legion nie miał władzy zwierzchniej nad swoimi batalionami, a jedynie prowizoryczną. Bataliony zostały bowiem pojedynczo dołączone do różnych jednostek Wehrmachtu, po czym wysłano je na front.
Później przemianowany na 2 Legion Turkiestański.

## Struktura organizacyjna
- 800 Północnokaukaski Batalion Piechoty
- 801 Północnokaukaski Batalion Piechoty
- 802 Północnokaukaski Batalion Piechoty
- 803 Północnokaukaski Batalion Piechoty

Potem także:
- 835 Północnokaukaski Batalion Piechoty
- 836 Północnokaukaski Batalion Piechoty
- 837 Północnokaukaski Batalion Piechoty
- 838 Północnokaukaski Batalion Piechoty